# Schimberg (Gemeinde)

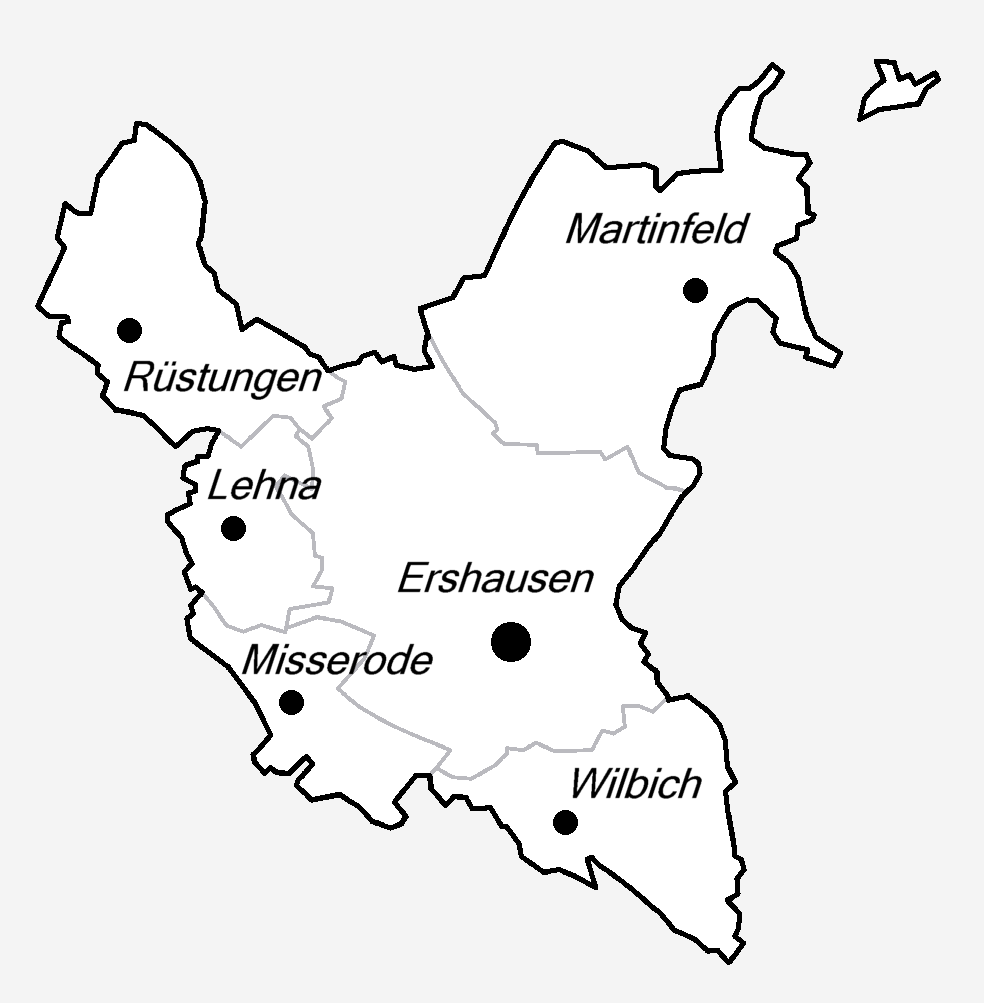
Gemeindegliederung

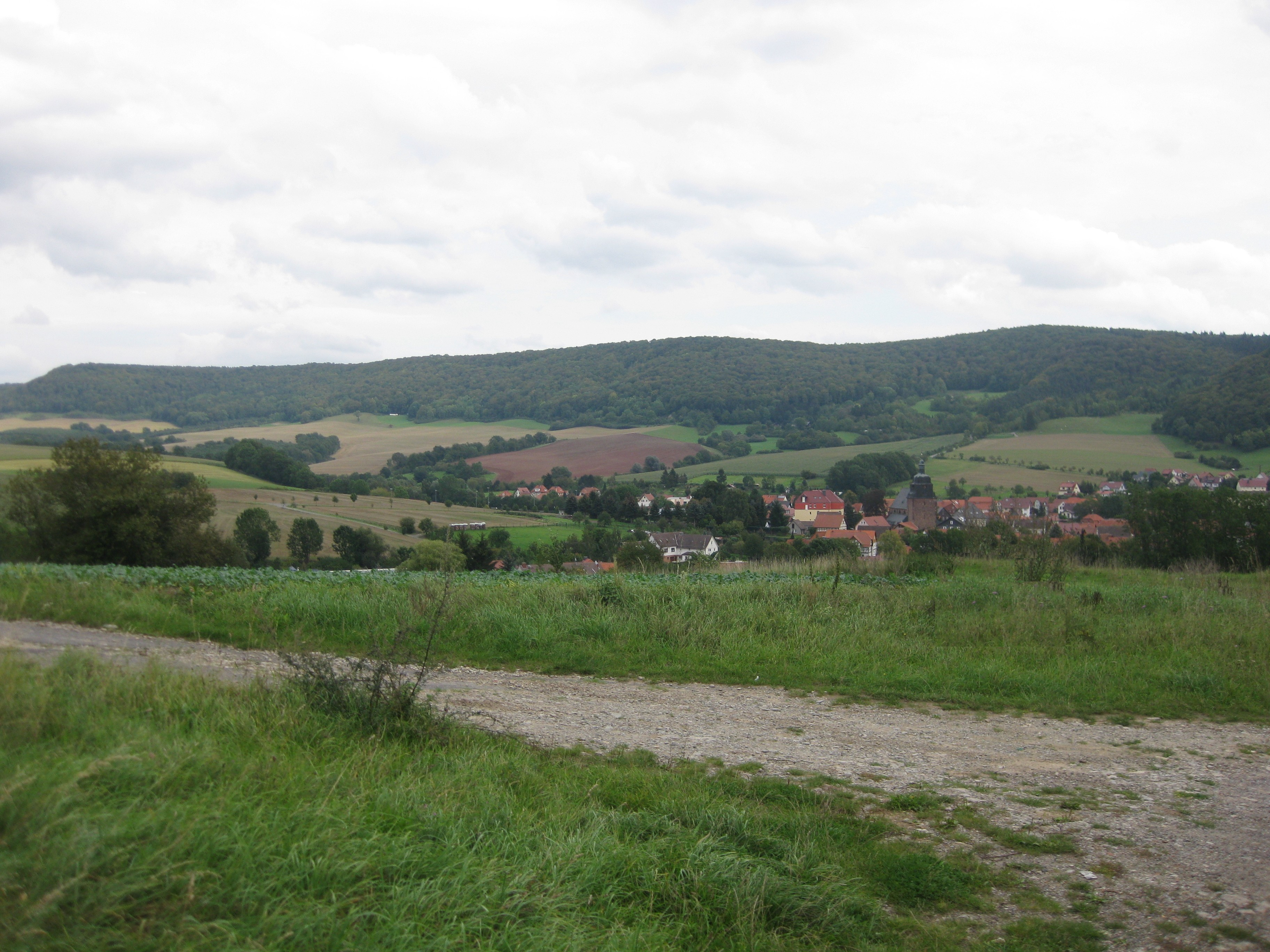
Ershausen unterhalb des Schimberges

Schimberg ist eine Gemeinde im thüringischen Landkreis Eichsfeld. Sie ist Sitz der Verwaltungsgemeinschaft Ershausen/Geismar. Die Gemeinde im Südeichsfeld leitet ihren Namen von dem die Ortsteile prägenden Schimberg ab.

## Geographie

### Lage
Schimberg liegt im Obereichsfeld westlich des Höhenzugs Westerwald im Naturpark Eichsfeld-Hainich-Werratal. Zwischen Ershausen und Rüstungen erstreckt sich der Misseröder Kalkrücken.

### Gemeindegliederung
Die  Gemeinde Schimberg besteht aus den sechs Ortsteilen:
- Ershausen
- Lehna
- Martinfeld
- Misserode
- Rüstungen
- Wilbich

### Gewässer
Bei Martinfeld mündet der Schloßbach, im Ortsteil Ershausen der von Nordwesten kommende Krombach und bei Wilbich der Wildebach in die Rosoppe, die bei Geismar in die Frieda mündet. Weitere kleine Quellen entspringen im Gemeindegebiet, wie der Gute Born und der Tiefenbach.

## Geschichte
1071 wurde Martinfeld, 1169 Ershausen, 1318 Rüstungen als „Rystinen“ und Wilbich, 1479 Misserode als „Mißenrode“ und 1522 Lehna erstmals urkundlich erwähnt. Die Orte gehörten bis zur Säkularisation 1802 zu Kurmainz. 1802 bis 1807 wurden sie preußisch und kamen dann zum Königreich Westphalen. 1815 bis 1945 waren sie Teil der preußischen Provinz Sachsen.
Während des Zweiten Weltkrieges wurde eine Sintifamilie aus dem Ort nach Auschwitz deportiert. Martinfeld erhielt 1942 polnische und sowjetische Zwangsarbeiter. In Wilbich mussten zehn sowjetische Zwangsarbeiter auf den Bauernhöfen arbeiten und in Ershausen, Lehna, Misserode wurden ukrainische und polnische Zwangsarbeiter benutzt.
Am 8. April 1945 wurden die Orte von US Army besetzt. In Ershausen starben 6 Einwohner durch Artilleriebeschuss, dort entstanden auch schwere Gebäudeschäden. Zu diesen trugen  zwei Brückensprengungen bei, wie ebenfalls in Martinfeld. Artilleriebeschuss erhielt auch Wilbich. Dann wurden die Orte „problemlos besetzt“. Sie kamen dann Anfang Juli 1945 zur sowjetischen Besatzungszone (SBZ) und waren ab 1949 Teil der DDR. Von 1961 bis zur Wende und Wiedervereinigung 1989/1990 wurden sie von der Sperrung der nahen innerdeutschen Grenze beeinträchtigt. Seit 1990 gehörten die Orte zum wieder gegründeten Bundesland Thüringen. Die Bildung der heutigen Gemeinde Schimberg erfolgte am 30. Juli 1997 durch die Zusammenlegung der ehemals selbstständigen Gemeinden Ershausen (mit den am 1. Januar 1957 eingemeindeten Orten Misserode und Lehna) sowie Martinfeld, Rüstungen und Wilbich.

### Einwohnerentwicklung
Entwicklung der Einwohnerzahl (31. Dezember):
| - 1997: 2.571 - 1998: 2.560 - 1999: 2.526 - 2000: 2.504 - 2001: 2.504 - 2002: 2.473 | - 2003: 2.436 - 2004: 2.417 - 2005: 2.413 - 2006: 2.387 - 2007: 2.372 - 2008: 2.337 | - 2009: 2.323 - 2010: 2.297 - 2011: 2.306 - 2012: 2.303 - 2013: 2.252 - 2014: 2.255 | - 2015: 2.279 - 2016: 2.224 - 2017: 2.209 - 2018: 2.193 - 2019: 2.175 - 2020: 2.154 | - 2021: 2.155 - 2022: 2.151 |

Datenquelle: Thüringer Landesamt für Statistik

## Politik

### Gemeinderat
Der Gemeinderat von Schimberg setzt sich aus 14 Gemeinderatsmitgliedern zusammen. Die Gemeinderatswahl am 26. Mai 2024 führte zu folgendem Ergebnis:
| Partei / Liste                       | Stimmenanteil | Sitze |
| Christlich Demokratische Union (CDU) | 50,3 %        | 8     |
| Freie Wählergemeinschaft             | 42,2 %        | 5     |
| Bürgernah Ansprechbar                | 07,5 %        | 1     |
| Wahlbeteiligung: 66,2 %              |               |       |

### Bürgermeisterin
Die ehrenamtliche Bürgermeisterin Doreen Mathias-Fromm wurde am 12. Juni 2022 gewählt.

## Kultur und Sehenswürdigkeiten

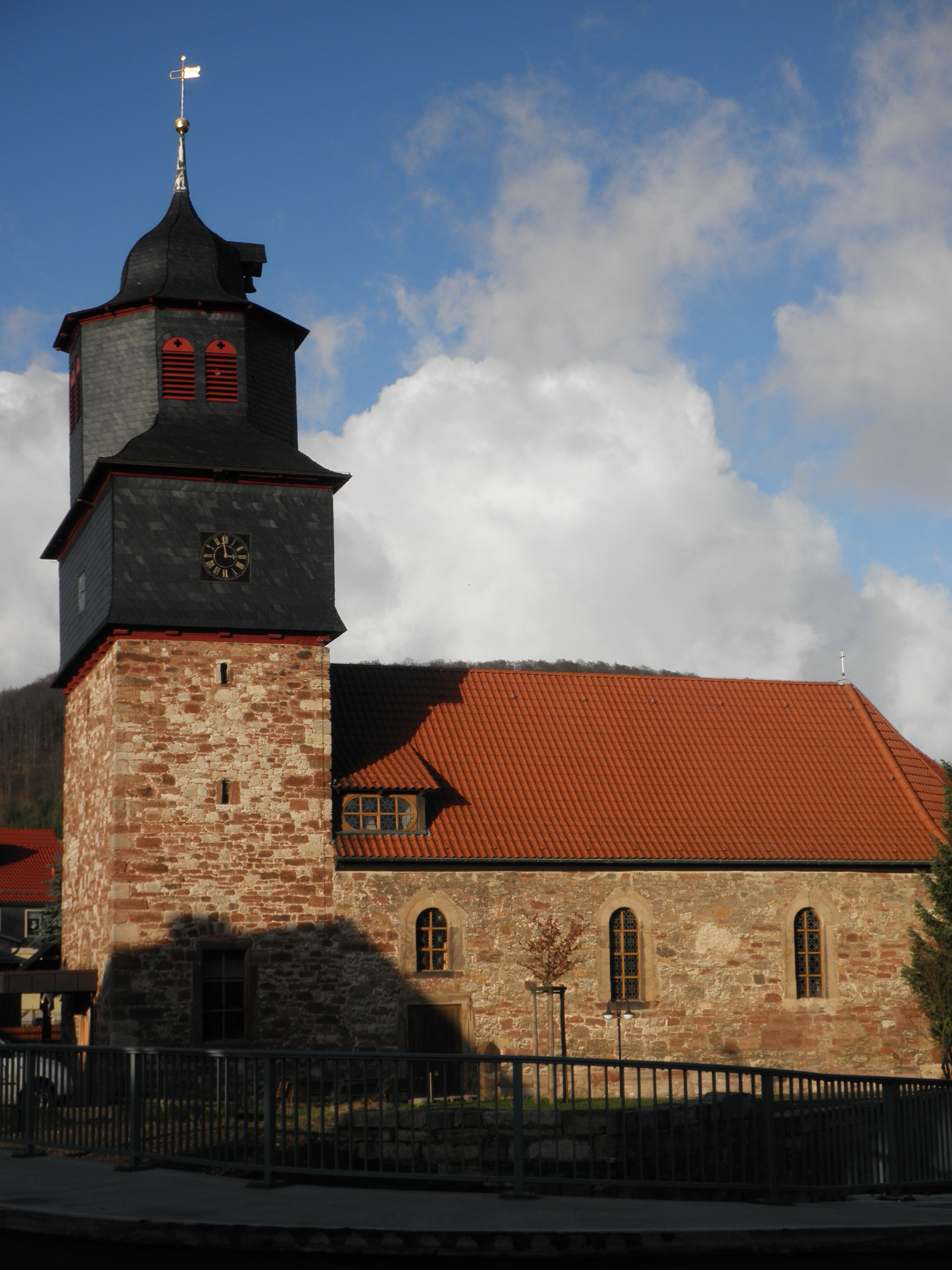
Kirche St. Ursula und Gefährtinnen in Martinfeld

- Blaues Wunder bei Burg Gleichenstein oberhalb vom Ortsteil Martinfeld
- Aussicht vom Ershäuser Fenster (Schimberg)
- Anger und Fachwerkhäuser im Dorfkern von Ershausen
- Wallfahrtsstätte Klüschen Hagis bei Martinfeld
- Die barocke Dorfkirche St. Ursula und Gefährtinnen (1674–1723) besitzt einen wertvollen Stuckmarmoraltar, der aus dem früheren Kloster Beuren stammt, und einen Taufstein
- Schloss Martinfeld, ehemals seit der Renaissance ein ritterschaftlicher Edelsitz einer uradligen Thüringer Familie und heute Jugendbegegnungsstätte der Pfadfinder und freie Jugendherberge im Ortsteil Martinfeld

## Persönlichkeiten
- Josef Rodenstock (1846–1932), Optiker und Begründer der nach ihm benannten Optischen Werke
- Melchior Weißenhagen (1849–1905), Pfarrer, Reichstagsabgeordneter (Zentrum)
- Karl Spitzenberg (1860–1944), Hegemeister, Naturgesetzliche Wühlkultur, Wegbereiter forstlicher Arbeitslehre